# Insula Zaiaci

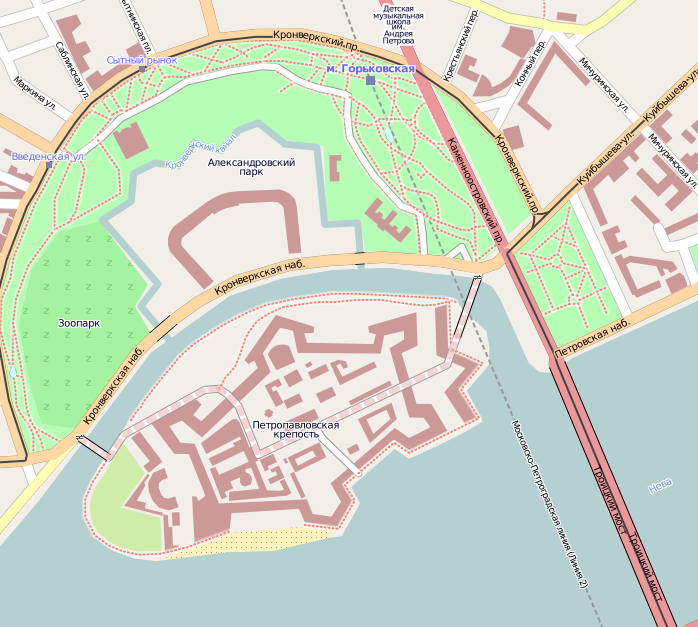
Insula Zaiaci

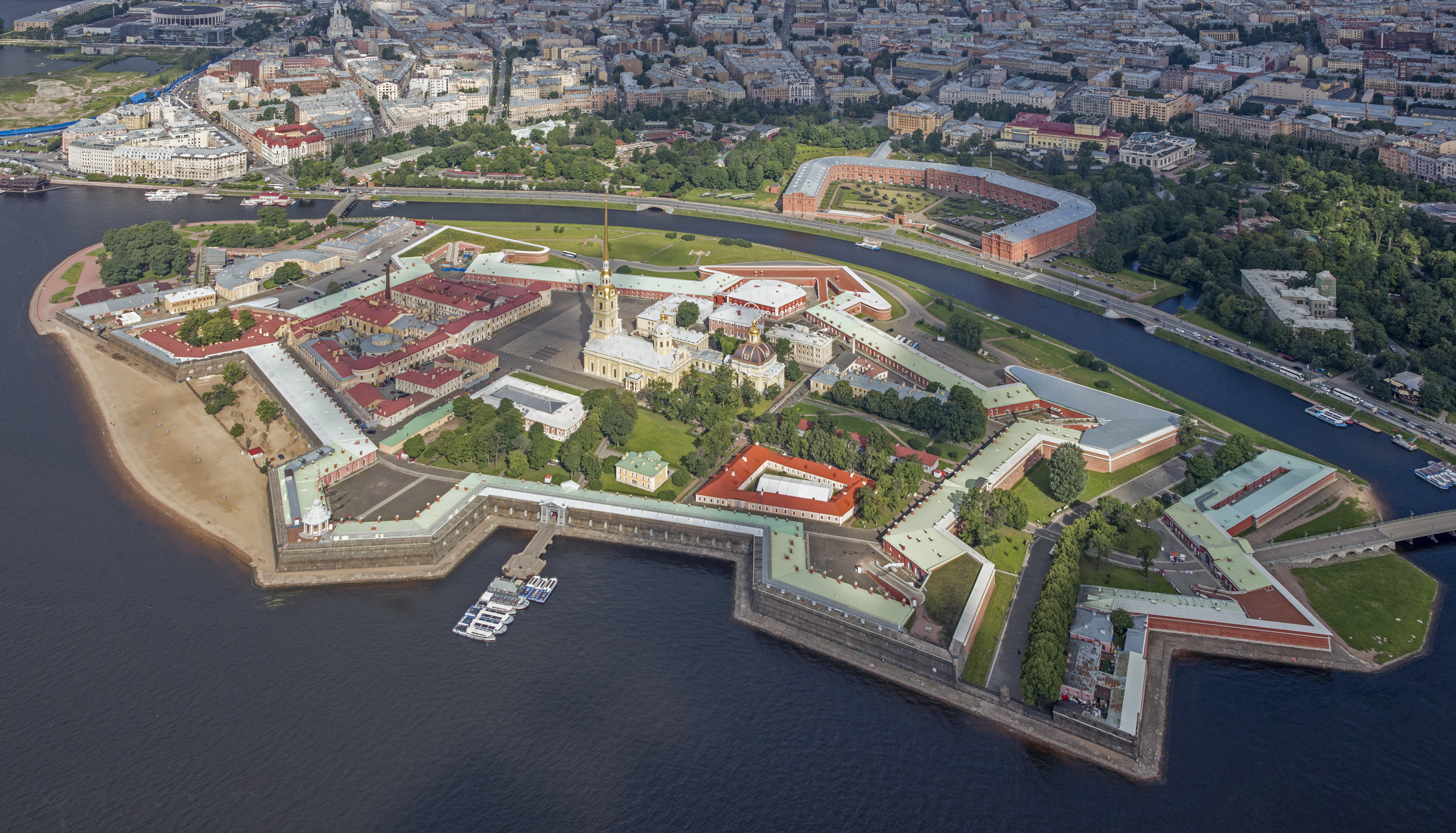
Vedere aeriană a insulei Zaiaci și a Fortăreței Petropavlovskaia.

Insula Zaiaci (în rusă Заячий остров, transliterat: Zaiaci ostrov, cunoscută, de asemenea, sub numele de Insula Iepurelui) este o insulă aflată pe râul Neva în orașul Sankt Petersburg, Rusia. Ea este separată prin strâmtoarea Kronverkski de insula Petrogradski, aflată la nord, cu care este legată prin podurile Kronverkski și Ioannovski.

## Istoric
Insula Zaiaci a fost în mare parte mlăștinoasă, nepopulată și lipsită de interes până în 1703,
când Petru cel Mare a poruncit construirea acolo a Fortăreței Petru și Pavel, punând el-însuși piatra de temelie.

Până la sfârșitul secolului al XIX-lea erau trei canale în interiorul fortăreței, împărțind insula în patru părți. Canalele au fost secate și umplute cu pământ pe la sfârșitul secolului al XIX-lea.
Insula este descrisă ca oferind o priveliște pitorească asupra centrului istoric al orașului și a râului Neva.

### Masacre
În timpul Terorii Roșii, inamicii statului au fost uciși pe această insulă. Cadavrele au fost descoperite în timpul lucrărilor recente de construire a unui drum către un parc auto. Aici au fost uciși, potrivit estimărilor, câteva sute de persoane, posibil chiar câteva mii. Societatea pentru apărarea drepturilor omului Memorial încearcă în prezent să convingă autoritățile să cerceteze mormintele în mod corespunzător.